# Левченко (Казань)
Левченко (Желатинка, 1-й посёлок Желатинового завода, тат. Левченко, Levçenko) — посёлок в Московском районе Казани.
Население — около 5 000 человек (2015).

## География
Посёлок расположен в центральной части Московского района. Южнее находится северный внутригородской железнодорожный ход и территория бывшего завода «Тасма», восточнее — территория Казанского мелькомбината, севернее и западнее расположен лесопарк «Лебяжье».

## История
Возник в середине 1930-х годов как посёлок при строящемся фотожелатиновом заводе, который был принят в эксплуатацию в 1941 году. Современное название в честь полярного лётчика и штурмана Виктора Левченко было присвоено не позднее 1939 года. В 1940-е годы посёлок состоял из бараков и малоэтажных каменных домов; к середине 1960-х годов к ним добавились частный сектор, здания в стиле советского неоклассицизма и хрущёвки. В позднесоветский период на месте бараков были построены 5-9 этажные жилые дома.
Крупнейшим предприятием посёлка являлся завод «Полимерфото» (фотожелатиновый завод, завод № 9, 1653 работника в 1979 году, ~1500 работников в 1993 году, закрыт в конце 1990-х). Им же была построена большая часть многоквартирных домов в посёлке, дом культуры (ныне ДК «Полимер»), детский сад № 381 и ясли-сад № 89.
Со времени своего основания посёлок находился в Ленинском районе, после выделения из него Московского района стал относиться к нему.

## Улицы
- Выборгская (тат. Выборг урамы, Vıborg uramı, названа решением горисполкома № 573 от 20 октября 1955 года). Названа по городу Выборг.[12] Начинаясь от Ютазинской улицы, заканчивается пересечением с Заводской улицей. Ранее пересекалась с Выборгским переулком. Почтовый индекс — 420006.
- Выборгский переулок (тат. Выборг тыкрыгы, Vıborg tıqrığı). Начинаясь недалеко от промзоны, заканчивается пересечением с безымянным проездом недалеко от Выборгской улицы. Ранее пересекалась с Зеленодольской и Выборгской улицами. Почтовый индекс — 420006.
- Желатиновая (тат. Желатин урамы, Jelatin uramı). Начинаясь от Ютазинской улицы, заканчивается пересечением с Заводской улицей. Почтовый индекс — 420006.
- Заводская (тат. Завод урамы, Zawut uramı). Начинаясь от Выборгской улицы, пересекает Желатиновую и Сосновую улицы и заканчивается после пересечения с последней. Почтовый индекс — 420006.
- Рахимова
- Сосновая (тат. Нарат урамы, Narat uramı). Начинаясь от Ютазинской улицы, заканчивается пересечением с Заводской улицей. Почтовый индекс — 420006.
- Ютазинская
- Зеленодольская. Начинаясь от Ютазинской улицы, заканчивалась пересечением с Выборгским переулком. Почтовым индексом был 420006.[13]
- Левченко. Была самой южной улицей посёлка. На начало 2022 года не обозначается на картах, однако существует один дом с адресацией по этой улице.[14]

## Транспорт
До посёлка Левченко ходит автобус № 63. На территории посёлка расположены четыре остановки общественного транспорта; все — на улице Рахимова: «жилой массив Левченко» (угол улиц Рахимова и Ютазинской), «Рахимова», «завод Полимерфото» и «магазин „Мебельград“».
Автобус
Автобусы начали ходить в посёлок почти со времени его основания: так в 1940 году по маршруту «площадь Куйбышева» — «фото-желатиновый завод» проходил автобус № 1. К концу 1950-х годов автобус ходил по тому же маршруту, но имел № 8, а чуть позже укорочен до посёлка Воровского. В 2000-е годы к нему добавились маршрут № 34 («Чеховский рынок» — «посёлок Левченко») и «маршрутка» № 162 («посёлок Победилово» — «посёлок Левченко»).
После ввода новой схемы движения автобусных маршрутов «маршрутки» были ликвидированы, вместо маршрутов № 8 и 34 стали ходить маршруты № 98 («улица Короленко» — «посёлок Левченко») и 5 («площадь Тукая» — «посёлок Левченко»). К 2009 году путь следования маршрута № 5 был изменён, а вместо него стал ходить маршрут № 63 («улица Габишева» — «посёлок Левченко»). В 2017 году маршрут № 98 был закрыт.
Железнодорожный транспорт
Юго-западнее посёлка находится станция Восстание, возникшая в 1932 году, то есть до возникновения самого посёлка Левченко; к 1980-м годам станция стала грузовой.
В 1980-х годах была основана остановочная платформа Левченко, на которой останавливаются пригородные поезда до станций Албаба, Краснозаринский, Арск и других.